# Javelin (luchtdoelraket)
De Javelin was een Britse luchtdoelraket, die door onder meer het Britse en Canadese leger gebruikt werd. Het is een wapen dat vanaf de schouder afgevuurd kan worden, of vanaf een specifiek lanceerapparaat dat bekendstaat als de Javelin Lightweight Multiple Launcher. Deze lanceerinrichting kan op een voertuig gemonteerd worden en kan drie raketten lanceren. Het projectiel is ontwikkeld door de raketafdeling van het Britse Shorts concern. De afdeling werd in 2000 overgenomen door de Franse Thales Groep en heet sindien Thales Air Defence.
Het bereik is 4,5 km tegen vliegtuigen en 5,5 km tegen helikopters met een plafond van 3 km.
Het wapen dient niet worden verward met de gelijknamige FGM-148 Javelin, een antitankwapen van Amerikaanse makelij.

## Ontwikkeling
De raket is in 1979 in gebruik genomen als opvolger van de Blowpipe. Deze was in de Falklandoorlog door zowel het Verenigd Koninkrijk als Argentinië gebruikt en daar zeer ineffectief gebleken. De Javelin is voorzien van een semi-automatisch richtsysteem ('SACLOS'). Na het lanceren stuurt de bedienaar de raket naar het doel door het doel steeds in het vizier te houden. Een computer in de lanceerinrichting berekent het verschil tussen het richtpunt en de locatie van de raket en zendt dan radiografisch koerscorrecties naar de raket.
In 1993 is de Javelin verbeterd tot Javelin S15, die officieel Starburst gedoopt werd. Hierbij werd de radiografische besturing vervangen door een halfautomatisch lasersysteem. De bedienaar straalt het doel aan met een laser die op de lanceerinrichting aanwezig is. Een zoeker in de neus van de raket gebruikt de reflecties van het doel om de koers bij te sturen en zo doel te treffen. Door het gebruik van een laser is het systeem vrij ongevoelig voor elektromagnetische stoormaatregelen.

## Gebruikers
Het wapen is in gebruik geweest bij:
- Botswana
- Canada
- Verenigd Koninkrijk
- Peru
- Zuid-Korea